# Альбіон (округ Тремполо, Вісконсин)
Альбіон (англ. Albion) — місто (англ. town) в США, в окрузі Тремполо штату Вісконсин. Населення — 694 особи (2020).

## Демографія
Згідно з переписом 2010 року, у місті мешкали 653 особи в 240 домогосподарствах у складі 186 родин. Було 259 помешкань
Расовий склад населення:
| - 96,6 % — білих - 0,3 % — чорних або афроамериканців - 0,3 % — азіатів - 0,2 % — корінних американців - 2,0 % — осіб інших рас |

До двох чи більше рас належало 0,6 %. Частка іспаномовних становила 3,8 % від усіх жителів.
За віковим діапазоном населення розподілялося таким чином: 24,7 % — особи молодші 18 років, 62,4 % — особи у віці 18—64 років, 12,9 % — особи у віці 65 років та старші. Медіана віку мешканця становила 41,9 року. На 100 осіб жіночої статі у місті припадало 112,0 чоловіків;  на 100 жінок у віці від 18 років та старших — 107,6 чоловіків також старших 18 років.
Середній дохід на одне домашнє господарство  становив 68 403 долари США (медіана — 56 513), а середній дохід на одну сім'ю — 76 783 долари (медіана — 69 167). Медіана доходів становила 42 443 долари для чоловіків та 33 667 доларів для жінок. За межею бідності перебувало 5,0 % осіб, у тому числі 2,9 % дітей у віці до 18 років та 2,0 % осіб у віці 65 років та старших.
Цивільне працевлаштоване населення становило 332 особи. Основні галузі зайнятості: виробництво — 24,1 %, освіта, охорона здоров'я та соціальна допомога — 19,0 %, сільське господарство, лісництво, риболовля — 13,0 %, роздрібна торгівля — 7,5 %.